# گمینا کوچبورک-اوسادا
گمینا کوچبورک-اوسادا (به لهستانی:  Gmina Kuczbork-Osada) یک گمینا در لهستان است که در شهرستان ژورومین واقع شده‌است. گمینا کوچبورک-اوسادا ۱۲۱٫۶۴ کیلومتر مربع مساحت و ۵٬۰۳۶ نفر جمعیت دارد.